# Малиновский (Нижегородская область)
Малиновский — починок в городском округе город Шахунья Нижегородской области России.

## География
Починок находится в северо-восточной части Нижегородской области, в подзоне южной тайги, на берегах реки Красной, при автодороге 22Н-4803, на расстоянии приблизительно 7 километров (по прямой) к северо-востоку от города Шахуньи, административного центра района. Абсолютная высота — 135 метров над уровнем моря.
Климат
Климат характеризуется как умеренно континентальный, с относительно коротким тёплым летом и холодной продолжительной зимой. Среднегодовая температура — 2,3 °C. Средняя температура воздуха самого тёплого месяца (июля) — 25 °C (абсолютный максимум — 36 °C); самого холодного (января) — −10,1 °C (абсолютный минимум — −41 °C). Среднегодовое количество атмосферных осадков составляет 550—600 мм, из которых 60 % выпадает в вегетационный период (со среднесуточными температурами не ниже 5 °C).
Часовой пояс
Починок Малиновский, как и вся Нижегородская область, находится в часовой зоне МСК (московское время). Смещение применяемого времени относительно UTC составляет +3:00.

## Население
| 1999 | 2002 | 2010 |
| ---- | ---- | ---- |
| 49   | ↘39  | ↘17  |

Национальный состав
Согласно результатам переписи 2002 года, в национальной структуре населения русские составляли 100 % из 39 чел.